# Bohumil Chvojka
Bohumil Chvojka, křtěný Bohumil Václav (19. září 1886 Bezděkov – 3. května 1962 Plzeň) byl český architekt meziválečného období působící v Plzni. V letech 1936–1943 byl profesorem Průmyslové školy stavební a v letech 1943–1948 jejím ředitelem.

## Stavby v Plzni
- kostel Mistra Jana Husi na rohu Borské a Němejcovy ulice (1924)
- Okresní nemocenská pojišťovna, Denisovo nábřeží (1928)
- Studentský dům, Denisovo nábřeží (1930)
- Okresní dětský domov (dnes Procháskův ústav lékařské fakulty) (1929) s Rudolfem Černým
- nájemní Kroftovy pivovarské domy, ulice U Prazdroje (1932)[2]
- novostavba domu čp. 136 na náměstí Republiky (1929, s ing. Beerem)
- dům v Reslově ulici č. 3

## Galerie

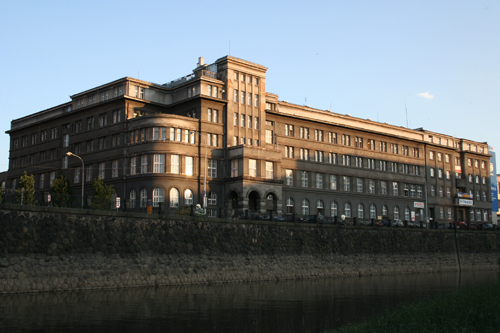
Okresní nemocenská pojišťovna v Plzni
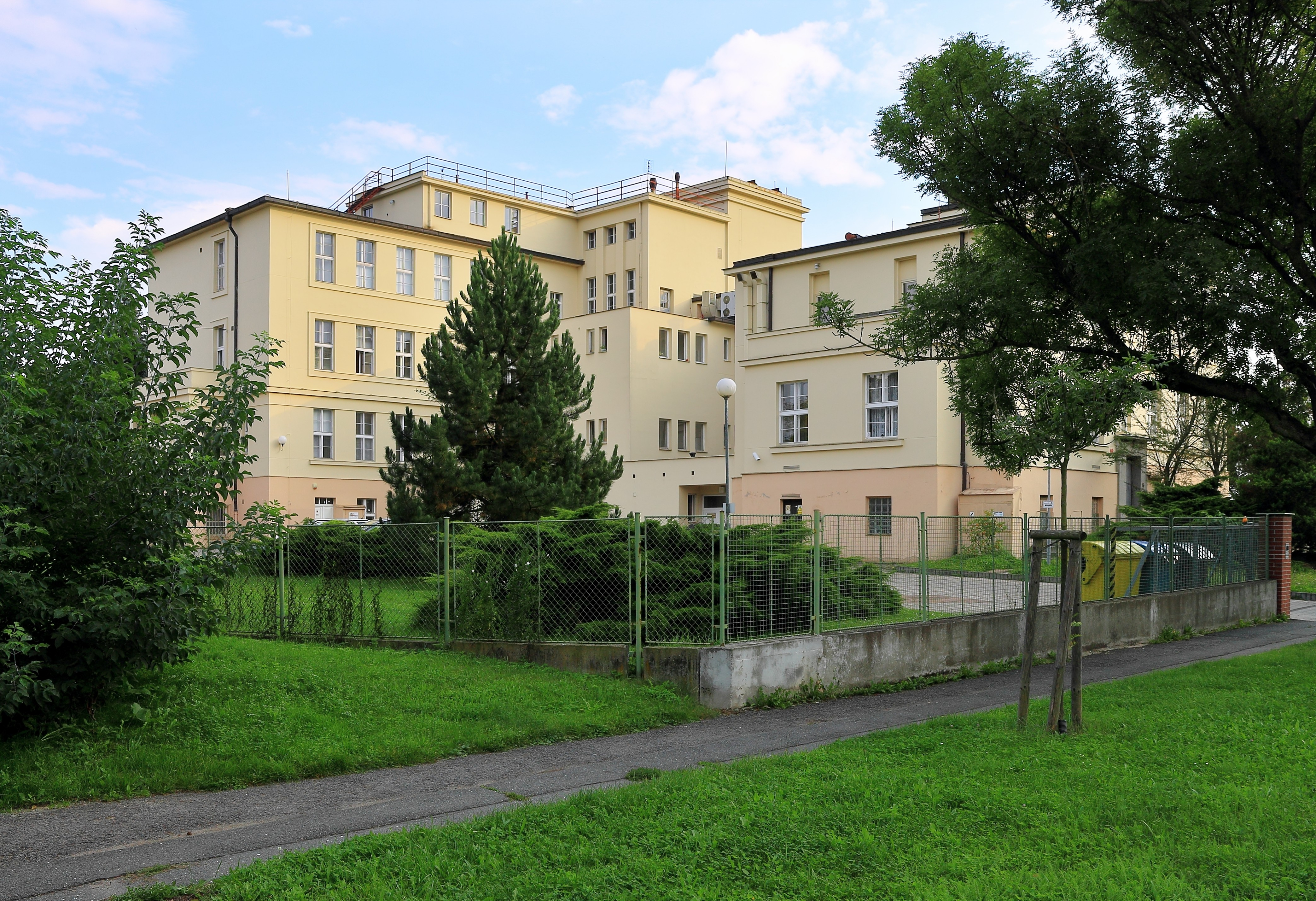
Procháskův ústav v Plzni